# NGC 759
NGC 759 est une galaxie elliptique située dans la constellation d'Andromède. NGC 759 a été découverte par l'astronome prussien Heinrich d'Arrest en 1865.

## Caractéristiques
Sa vitesse par rapport au fond diffus cosmologique est de 4 418 ± 22 km/s, ce qui correspond à une distance de Hubble de 65,2 ± 4,6 Mpc (∼213 millions d'al).
À ce jour, cinq mesures non basées sur le décalage vers le rouge (redshift) donnent une distance de 71,200 ± 7,617 Mpc (∼232 millions d'al), ce qui est à l'intérieur des valeurs de la distance de Hubble. Notons cependant que c'est avec la valeur moyenne des mesures indépendantes, lorsqu'elles existent, que la base de données NASA/IPAC calcule le diamètre d'une galaxie et qu'en conséquence le diamètre de NGC 759 pourrait être d'environ 34,1 kpc (∼111 000 al) si on utilisait la distance de Hubble pour le calculer.

## Supernova
La supernova SN 2002fb a été découverte dans NGC 759 le 6 septembre 2002 par une équipe d'astronomes dans le cadre du programme LOTOSS de l'observatoire Lick. Cette supernova était de type Ia. 

## Groupe de NGC 669

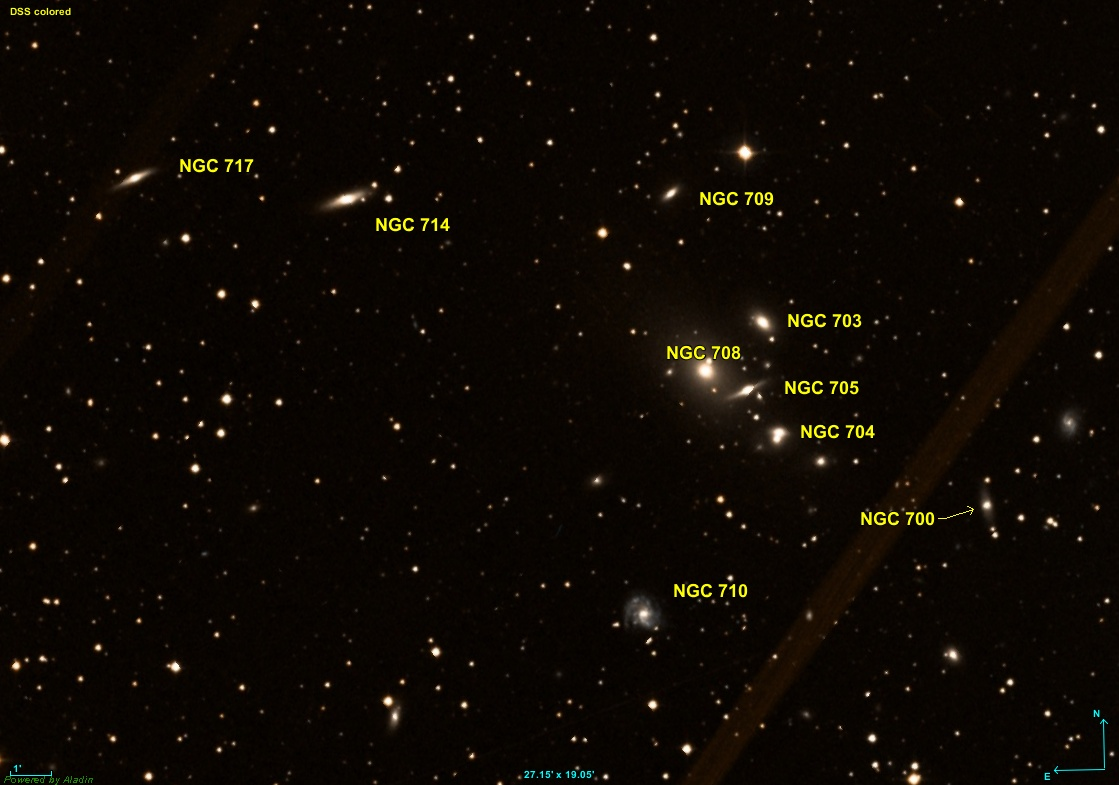
L'amas galactique Abell 262. NGC 759 est en dehors du champ de l'image, à gauche.

NGC 759 fait partie du groupe de NGC 669. Ce groupe comprend plus d'une trentaine de galaxies, dont 15 figurent au catalogue NGC et 3 au catalogue IC.
NGC 759 fait partie de l'amas de galaxies Abell 262, un sous-ensemble du superamas de Persée-Poissons. Les autres galaxies NGC de cet amas qui comprend plus de 100 membres sont : NGC 700, NGC 703, NGC 704, NGC 705, NGC 708, NGC 709, NGC 710, NGC 714 et NGC 717.